# Svenska nätverket för Europaforskning i statskunskap
Svenska nätverket för Europaforskning i statsvetenskap (SNES) är en organisation som binder samman svensk statsvetenskaplig universitetsforskning med fokus på europeiska frågeställningar.
Nätverkets verksamhet finansieras med hjälp av särskilda medel som avsattes av riksdagen efter förslag i forskningspropositionen hösten 1997. Resurserna används för en gemensam infrastruktur av kurser, konferenser och arbetsmöten.
Nätverket är öppet för forskare, studenter och andra med ett särskilt intresse för Europaforskning.